# Mieszanki przypraw

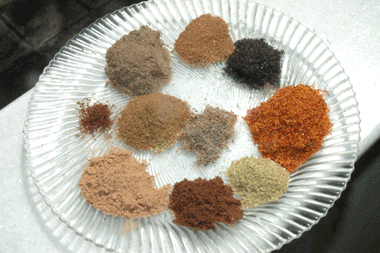
Przyprawy

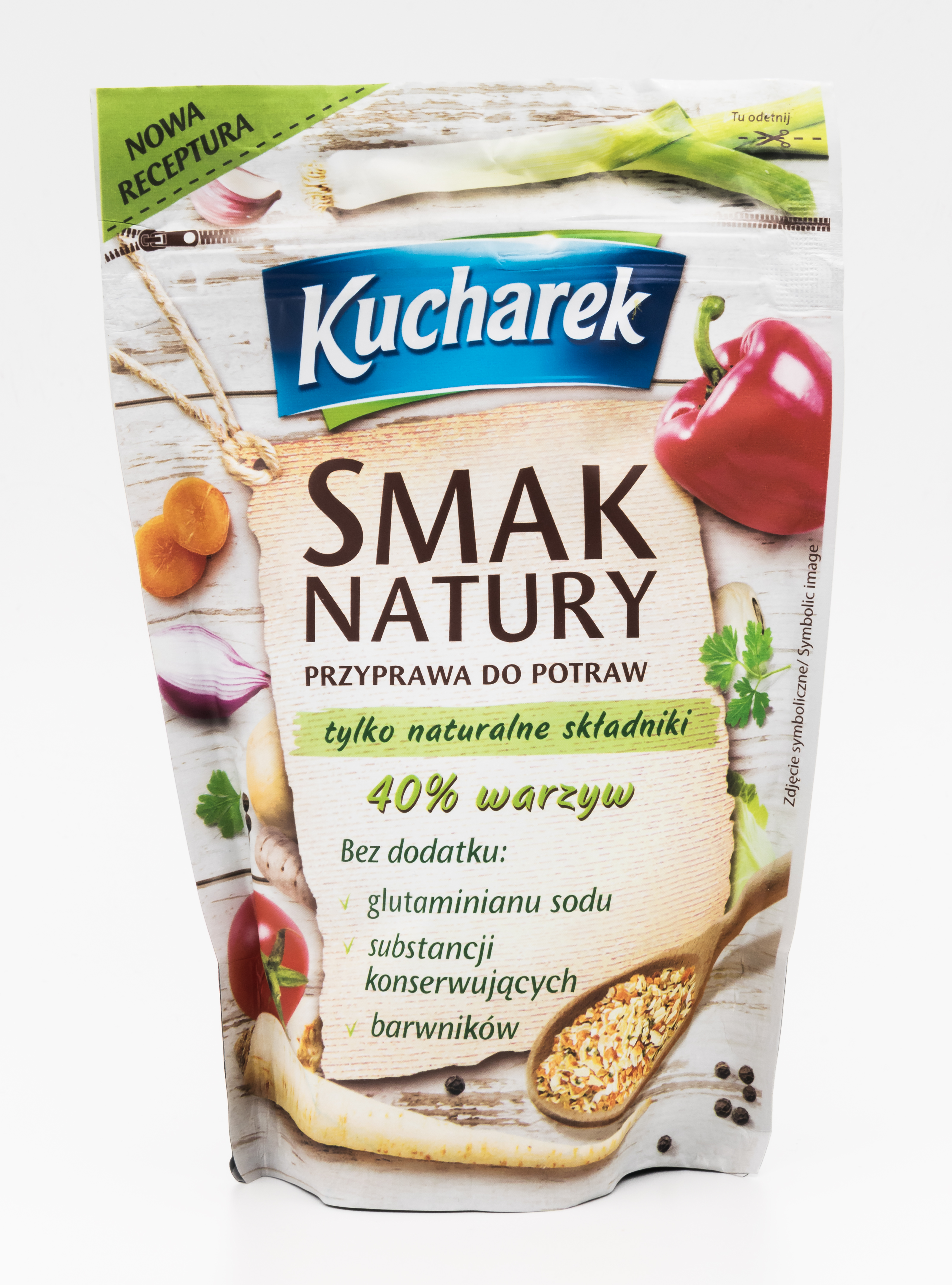
Przyprawa Kucharek Smak Natury

Mieszanki przypraw – połączenie przypraw lub ziół. 
Przykładami mieszanek przypraw są:
- Przyprawa pięciu smaków – przyprawa kuchni chińskiej, najczęstsze składniki: anyż gwiaździsty (badian), goździki, cynamon, pieprz syczuański i mielone nasiona kopru włoskiego[1],
- Garam masala – przyprawa kuchni indyjskiej, najczęstsze składniki: pieprz czarny, cynamon, pieprz cayenne, kardamon, goździki, liść laurowy, kminek, kolendra, koper włoski, gałka muszkatołowa[2]
- Chmeli-suneli – przyprawa kuchni gruzińskiej, najczęstsze składniki: bazylia, ostra papryka, pietruszka, seler, koper, kolendra, liść laurowy, cząber, mięta, majeranek, kozieradka, hyzop oraz krokosz barwierski lub szafran
- Zioła prowansalskie – przyprawa pochodząca z Prowansji, najczęstsze składniki: rozmaryn, bazylia, tymianek, szałwia lekarska, mięta pieprzowa, cząber ogrodowy, lebiodka (oregano) i majeranek. Nie w samej Francji, a w niektórych krajach (np. Niemczech), dodawana jest lawenda
- Ras el hanout – przyprawa pochodząca z Maroka, najczęstsze składniki: kminek, imbir, kurkuma, cynamon, pieprz czarny, pieprz biały, kolendra, pieprz cayenne, ziele angielskie, gałka muszkatołowa, goździki, sól[3]
- Quatre-épices – przyprawa pochodząca z Francji, najczęstsze składniki: pieprz, imbir, gałka muszkatałowa, goździki[4]
- Bouquet garni – przyprawa pochodząca z Francji, najczęstsze składniki: natka pietruszki, liść laurowy, tymianek[5]
- Baharat -  charakterystyczny zestaw przypraw wykorzystywany w krajach Maszreku (Iraku, Syrii, Jordanii oraz Libanie). Najczęstsze składniki: kardamon, goździki, kmin, gałka muszkatołowa, cynamon, sumak, papryka, kolendra, mięta ( głównie w Turcji)[6]
- Zatar - mieszanka przypraw, zawierająca zmielony sumak, prażone ziarna sezamu i "zielone zioła" (tymianek, majeranek, oregano). Pochodzi z krajów arabskich[7]
- Pumpkin Pie - mieszanka przypraw ze Stanów Zjednoczonych, zawierająca: cynamon, imbir, gałka muszkatołowa, goździki, macis, ziele angielskie lub korzennik lekarski.